# Барантен (кантон)
Барантен (фр. Barentin) — кантон во Франции, находится в регионе Нормандия, департамент Приморская Сена. Входит в состав округа Руан.

## История
Кантон образован в результате реформы 2015 года путём объединения кантона Дюклер и четырех коммун кантона Павийи.

## Состав кантона с 22 марта 2015 года
В состав кантона входят коммуны (население по данным Национального института статистики Архивная копия от 7 ноября 2021 на Wayback Machine за 2018 г.):
- Анвиль-Амбурвиль (1 193 чел.)
- Барантен (12 211 чел.)
- Бардувиль (637 чел.)
- Бервиль-сюр-Сен (552 чел.)
- Блаквиль (712 чел.)
- Бувиль (989 чел.)
- Виллер-Экаль (1 769 чел.)
- Дюклер (4 135 чел.)
- Жюмьеж (1 715 чел.)
- Ивиль-сюр-Сен (450 чел.)
- Йенвиль (1 046 чел.)
- Кевийон (593 чел.)
- Ле-Мениль-су-Жюмьеж (629 чел.)
- Ле-Тре (4 900 чел.)
- Мони (168 чел.)
- Сен-Мартен-де-Бошервиль (1 529 чел.)
- Сен-Паэр (1 329 чел.)
- Сен-Пьер-де-Варанжвиль (2 323 чел.)
- Сент-Маргерит-су-Дюклер (2 028 чел.)
- Энувиль (1 307 чел.)
- Эпине-сюр-Дюклер (519 чел.)

## Политика
На президентских выборах 2022 г. жители кантона отдали в 1-м туре Марин Ле Пен 31,9 % голосов против 27,5 % у Эмманюэля Макрона и 18,3 % у Жана-Люка Меланшона; во 2-м туре в кантоне победил Макрон, получивший 50,3 % голосов. (2017 год. 1 тур: Марин Ле Пен – 28,6 %, Эмманюэль Макрон – 21,2 %, Жан-Люк Меланшон – 19,7 %, Франсуа Фийон – 14,7 %; 2 тур: Макрон – 55,7 %. 2012 год. 1 тур: Франсуа Олланд — 32,1 %, Николя Саркози — 22,0 %, Марин Ле Пен — 20,2 %; 2 тур: Олланд — 57,8 %. 2007 год. 1 тур: Сеголен Руаяль — 27,8 %, Саркози — 25,0 %; 2 тур: Руаяль — 53,2 %).
С 2015 года кантон в Совете департамента Приморская Сена представляют бывший депутат Национального собрания Франции, мэр города Барантен Кристоф Буйон (Christophe Bouillon) и бывший мэр коммуны Сен-Пьер-де-Варанжвиль Пьерет Каню (Pierrette Canu) (оба — Социалистическая партия). 
|                | Кандидаты                      | Партия                  | Первый тур | Первый тур     | Второй тур | Второй тур |
| Кол-во голосов | Кандидаты                      | Партия                  | % голосов  | Кол-во голосов | % голосов  |            |
| -------------- | ------------------------------ | ----------------------- | ---------- | -------------- | ---------- | ---------- |
|                | Кристоф Буйон Пьерет Каню      | Социалистическая партия | 5 809      | 61,43          | 7 151      | 77,18      |
|                | Мюриель Пуэндефер Кристиан Сен | Национальный фронт      | 1 961      | 20,74          | 2 114      | 22,82      |
|                | Поль Бонмартель Доминик Ланес  | Правый блок             | 1 150      | 12,16          |            |            |
|                | Аксель Бланше Орели Николь     | Левый блок              | 536        | 5,67           |            |            |

|                | Кандидаты                      | Партия                  | Первый тур | Первый тур     | Второй тур | Второй тур |
| Кол-во голосов | Кандидаты                      | Партия                  | % голосов  | Кол-во голосов | % голосов  |            |
| -------------- | ------------------------------ | ----------------------- | ---------- | -------------- | ---------- | ---------- |
|                | Кристоф Буйон Пьерет Каню      | Социалистическая партия | 5 910      | 39,11          | 9 129      | 64,21      |
|                | Юбер Авенель Франс Колла       | Национальный фронт      | 4 092      | 27,08          | 5 088      | 35,79      |
|                | Жан Делаландр Катрин Леруа     | Правый блок             | 3 369      | 22,30          |            |            |
|                | Жером Андрье Анн-Мари Блондель | Левый фронт             | 964        | 6,38           |            |            |
|                | Ален Леконт Сюзан Си Саван     | Разные левые            | 775        | 5,13           |            |            |